# Studentenberg (Kiel)
Der Studentenberg ist eine Erhebung im Vieburger Gehölz im Kieler Stadtteil Gaarden-Süd und Kronsburg.
1880 wurde auf ihm in 51 m Höhe über dem Meeresspiegel ein Hochbehälter mit 2000 m³ Fassungsvermögen gebaut. Das nach Plänen von Bernhard Salbach erbaute Wasserwerk gilt als erstes modernes der Stadt Kiel.